# Baño de damas
Baño de damas es una película de comedia romántica peruano-venezolana de 2003 dirigida por Michel Katz, y escrita por Katz y Ricardo Moura. Fue protagonizada por Lorena Meritano, Viviana Gibelli, Eduardo Santamarina y Andrea Montenegro.  Está basado en la obra de teatro del mismo nombre de Rodolfo Santana. Es una de las primeras películas peruanas donde se representa a una mujer lesbiana.

## Sinopsis
La película retrata los encuentros en el baño de mujeres de una discoteca de moda, donde las historias de personajes como un congresista machista, una esposa ingenua y sometida, una pareja de lesbianas poco fieles, un travesti que sueña con cambiar de sexo y una elegante maestra de escuela que pierde los estribos por la bebida se entrelazan.

## Elenco
Los actores que participan en esta película son:
- Lorena Meritano como Vilca
- Viviana Gibelli como Cloe Castro
- Eduardo Santamarina como Carmelo López
- Andrea Montenegro como María Inés
- Karina Calmet como Valeria
- Coco Marusix como "Gaviota"
- Elena Romero como Aurora
- Sonia Oquendo como Fabiana
- Bettina Oneto como Antonia
- Paula Marijuán como Lorena
- Mariel Ocampo como Amanda
- Rebeca Escribens como Nora
- Jesús Delaveaux como Fernando

## Recepción
La película contó con 169.244 espectadores en toda su proyección en las salas peruanas. 